# Plump DJs
Plump DJs is een Brits muziekduo dat bestaat uit Andy Gardner en Lee Rous. Het tweetal maakt dancemuziek in de breakbeatstijl.

## Geschiedenis
Andy Gardner was in de jaren negentig al actief in de dancescene met de groep Strike, dat in 1995 een hit had met U sure do. Nadat Strike in 1997 uiteen was gevallen, trof hij Lee Rous bij het Londende Freskanova-label. In 1999 brachten ze met Plump Chunks/Electric Disco hun eerste single uit. Eind 2000 verscheen de compilatie A plump night out, waarop eigen tracks en remixes voor anderen staan. Dit album deed hun ster snel rijzen en het werd door dancebladen als DJ Magazine geprezen. Voor Mixmag maken ze daarna een mix-cd die met het magazine werd meegeleverd met als naam Elastic breaks. Ook maakten ze een Essential mix voor Pete Tong en een aflevering voor de Fabriclive-serie.
In 2003 verscheen het eerste studioalbum. Eargasm is een dansvloergericht album. Voor de vocale tracks werden Louise Rhodes (Lamb) en Gary Numan ingeschakeld. Saturday Night Lotion (2005) is weer een mixalbum met nieuw eigen werk dat is afgewisseld met tracks van anderen. Datzelfde jaar maakten ze voor Mixmag weer een mix met The breakbeat annual.
In 2008 volgde Headtrash, het tweede studioalbum. Hierop is Jermaine Jackson te gast. In 2009 mixten ze een aflevering van de serie Global Underground. Vervolgens richtten ze het label Grand Hotel op. Hierop verschenen weer enkele singles.

## Discografie

### Albums
- A plump night out (2000)
- Eargasm (2003)
- Saturday Night Lotion (2005)
- Headtrash (2008)

### Mixalbums
- Urban Underground - The Breakbeat Elite (2001)
- Elastic Breaks (2001)
- Fabriclive 08 (2003)
- The Breakbeat Annual (2005)
- Global Underground : Plump DJs (2009)